# Grid (okręg Braszów)
Grid – wieś w Rumunii, w okręgu Braszów, w gminie Părău. W 2011 roku liczyła 297 mieszkańców.